# A.J. Abrams
Adrian Glenn Abrams jr., detto A.J. (Sherman, 16 ottobre 1986), è un ex cestista statunitense, professionista in Europa.

## Palmarès
- Campionato ceco: 1

ČEZ Nymburk: 2011-12
- Coppa della Repubblica Ceca: 1

ČEZ Nymburk: 2012